# モモイヒトミ
モモイヒトミ（1974年4月1日 - ）は、日本の女性シンガーソングライター、編曲家、ピアニスト、キーボーディスト。北海道旭川市出身、札幌市在住。本名および旧芸名は桃井ひとみ（読み同じ）。血液型はAB型。

## 概要
歌手デビューした当時は「モモ」とカタカナ表記で活動を行っており、現在はモモイヒトミの名義で活動している。2006年まではMOMO名義で音楽制作集団「I've」にも参加していた。
ソロ活動においては作詞、作曲、編曲、プログラミング、ミキシングを自身で手掛け、ライブではピアノ、キーボードの演奏も行っている。また、ボーカリストやアイドルへの楽曲提供の他、演歌やミュージカル楽曲の編曲を担当するなどサウンドクリエイターとしても活動している。

## 来歴
- 1995年、RYOと音楽ユニット「P・O・R」結成。
- 2001年、ユニット名を「P・O・R」から「POR」に改名。
- 2001年、I'veとPORのコラボレーション楽曲「uneasy -Remix-」でI'veに参加。
- 2005年10月15日、日本武道館にて開催されたライブ「I've in BUDOKAN_2005 〜Open the Birth Gate〜」にI'veのボーカリストとして出演。
- 2006年4月、自身の音楽活動（POR）に専念するためI'veを卒業。
- 2009年10月、PORが活動を休止。ソロ活動での名義を桃井ひとみとする。
- 2009年12月、中坪淳彦が代表を務めるTTB studioに参加。
- 2011年1月、自主レーベル「FrogTrack Records」を立ち上げ、活動名義をモモイヒトミに変更。

## ディスコグラフィー

### POR

#### シングル
- クリスマス☆シェフ（2000年11月25日）
- soup（2002年7月11日）
- もっともっと（2003年1月11日）
- ことだまさきわううた（2004年1月1日）

#### アルバム
- RISE
- 遊園地
- 上半期（2000年8月1日）
- 下半期（2001年3月3日）
- orgel（2001年12月10日）
- CYCLE（2003年5月5日）
- タリス（2004年10月1日）
- コノユビトマレ（2006年3月）

### ソロ作品
※ 作詞・作曲：モモイヒトミ

#### シングル
- YUUDACHI（TTB Studio/2009年12月7日/配信限定シングル）
  - Yuudachi
  - Hanausagi

#### アルバム
- かえるのうた（FrogTrackRecords/2011年5月11日）
  - FrogTrack#1
  - origin
  - RISE
  - カレント
  - シーラカンス
  - かえるのうた
  - 深呼吸
  - フラクタル
  - 序奏
  - もっともっと
  - 雨のち雨
  - 迷い子
  - おやすみくじら
  - Rebirth
- かえるのうた2（FrogTrackRecords/2014年12月15日）
  - let it go
  - ハナウサギ
  - リラの咲く街
  - soup
  - 夜空にうたう
  - Lupinus[HitoriRemix]
  - ワタツウミ～独合奏～
  - you Know me
  - 雪を降らせよう
  - horoscope

#### ライブ・アルバム
- HITOMI MOMOI live limited vol.1（2010年3月11日/ライブ限定CD-R）
  - あなたのしあわせ
  - 帰り道
  - Yuudachi
  - Hanausagi
- HITOMI MOMOI live limited vol.2（2010年11月10日/ライブ限定CD-R）
  - はじめに〜独合奏にて
  - シーラカンス
  - horoscope
  - かえるのうた
  - 雨のち雨
  - おわりに〜独合奏にて
- HITOMI MOMOI live limited vol.3（FrogTrackRecords/2011年9月28日/ライブ限定CD-R）
  - BLUE SKY
  - ユニゾンライフ
  - あさぎ(inst)
  - 29Q(feat.カシオ君)
  - しりとり
- HITOMI MOMOI live limited vol.4（FrogTrackRecords/2012年11月5日/ライブ限定CD-R）
  - let it go
  - コスモス通信
  - Lupinus
  - ルリラ
  - 路線
- HITOMI MOMOI live limited vol.5（FrogTrackRecords/2013年12月6日/ライブ限定CD-R）
  - X'mas Song
  - 1/ｆ
  - 雪を降らせよう
- HITOMI MOMOI live limited vol.6（FrogTrackRecords/2015年11月6日/ライブ限定CD-R）
  - かくれんぼ
  - OP
  - SIESTA

### 参加作品

#### I've関連

##### ソロ

###### オムニバス
- Disintegration
  - DROWNING -Album Mix-（作詞：KOTOKO／作曲・編曲：高瀬一矢）
- LAMENT
  - GREEDY（作詞：木内亜矢／作曲・編曲：高瀬一矢／コーラス：島みやえい子）
- OUT FLOW
  - Velocity of sound（作詞：KOTOKO／作曲・編曲：中沢伴行）
- COLLECTIVE
  - philosophy（作詞：KOTOKO／作曲・編曲：高瀬一矢）
- MIXED UP
  - philosophy（Mixed up ver.）（作詞：KOTOKO／作曲：高瀬一矢／編曲：POR）
- I've MANIA Tracks Vol.II
  - こなたよりかなたまで（作詞：KOTOKO／作曲：中沢伴行／編曲：中沢伴行、羽越実有）
- EXTRACT
  - Cherish（作詞：MOMO／作曲・編曲：井内舞子）
- I've MANIA Tracks Vol.III
  - 恋のマグネット（作詞：KOTOKO／作曲・編曲：中坪淳彦）
  - spillage（作詞：KOTOKO／作曲・編曲：中沢伴行）
- The Time ～12 Colors～
  - CHARM（作詞：モモイヒトミ／作曲・編曲：中沢伴行）

##### ユニット

###### I've Special Unit
- アルバム「I've MANIA Tracks Vol.I」
  - See You〜小さな永遠〜P.V Ver.（作詞：都築真紀、高瀬一矢／作曲：高瀬一矢／編曲：高瀬一矢、中坪淳彦）
- シングル「Fair Heaven」
  - Fair Heaven（作詞・作曲・編曲：高瀬一矢）

##### I'veその他の作品
2001年
- uneasy -Remix-（作詞・作曲・編曲：高瀬一矢）

2002年
- DROWNING（作詞：KOTOKO／作曲・編曲：高瀬一矢）
- DROWNING -Ghetto blaster style-（作詞：KOTOKO／作曲・高瀬一矢／編曲：中沢伴行）
- D-THREAD（作詞：KOTOKO／作曲・編曲：C.G mix）

2003年
- D-THREAD -Remix- （作詞：KOTOKO／作曲：C.G mix／編曲：中沢伴行）

#### その他の作品
※ 作詞・作曲：モモイヒトミ（特記以外）
- A Compilation Album Of PC-Game Musics 「G-Mix」（2001年10月24日）
  - MUSEUM
  - 遠い夏
  - 光のように
  - 二人きりの時
  - 夢見る朝
  - 春風
  - 君を思い出す
- "01" (Spotlight Kid/2004年6月25日) 
  - 虹の生まれる街（作詞：門司／作曲・編曲：渡部真也）
- fish tone（中坪淳彦） 「SALON MUZIK」(TTB Studio/2009年12月25日/CD-R版、シンガー＆ソンガーレコード/2011年10月12日/CD＋DVD版) 
  - Wonderful Days（作詞・作曲：中坪淳彦）

### 提供作品
- 同じ空の下で／KOTOKO（共同作詞）

## タイアップ一覧
| 曲名                 | タイアップ                                                         | 時期   |
| -------------------- | ------------------------------------------------------------------ | ------ |
| Velocity of sound    | PCゲーム『ソニックプリンセス』オープニングテーマ                   | 2001年 |
| philosophy           | PCゲーム『家族計画』エンディングテーマ                             | 2001年 |
| DROWNING             | PCゲーム『凌辱痴漢地獄』エンディングテーマ                         | 2002年 |
| GREEDY               | PCゲーム『失格医師』オープニングテーマ                             | 2002年 |
| D-THREAD             | PCゲーム『新人看護婦 美帆 ～十九歳の屈辱日記～』エンディングテーマ | 2002年 |
| こなたよりかなたまで | PCゲーム『こなたよりかなたまで』エンディングテーマ                 | 2003年 |
| 恋のマグネット       | PCゲーム『まいにち好きして』エンディングテーマ                     | 2003年 |
| spillage             | PCゲーム『巫女舞 ～ただ一つの願い～』エンディングテーマ            | 2004年 |
| Cherish              | PCゲーム『真・燐月』主題歌                                         | 2007年 |